# Frans Westermark
Frans Johan Eugène Westermark, född 5 november 1853 i Börstigs socken, Skaraborgs län, död 10 september 1941 i Engelbrekts församling, Stockholm, var en svensk läkare. Han var far till Herbert och Nils Westermark.
Westermark blev 1875 student vid Uppsala universitet, 1880 medicine kandidat där och 1883 medicine licentiat vid Karolinska institutet, där han 1887 disputerade för doktorsgrad med avhandlingen Om exstirpation af tuba Fallopii. Han promoverades samma år i Uppsala till medicine doktor. Samma år förordnades Westermark till docent i obstetrik och gynekologi vid Karolinska institutet. Åren 1900–1902 var han tillförordnad professor i dessa ämnen där och  1902–1918 ordinarie professor samt direktor och överläkare vid Allmänna barnbördshuset. Westermark var ordförande i Svenska Läkaresällskapet 1919–1920 samt hedersledamot i flera utländska gynekologsällskap och i Medicinska Föreningen i Stockholm.